# Igor Grkajac
Igor Grkajac (in serbo Игор Гркајац?; Kraljevo, 26 aprile 1987) è un calciatore serbo, attaccante del Bane.

## Carriera

### Club
Ha giocato nella massima serie dei campionati serbo e faroese.